# سرزه (سیریک)
سرزه، روستایی در دهستان بیابان بخش مرکزی شهرستان سیریک در استان هرمزگان ایران است.
قدمت این روستا طبق برخی از آثار مثل کلات میر مارک به ۷۰۰ سال پیش بر می گردد ولی طبق برخی اسناد و مدارک غیر رسمی مردمانی قبل از ۷۰۰ سال  در اینجا زندگی می کردند و شاید قدمت آن به قبل از میلاد هم برسه

## جمعیت
بر پایه سرشماری عمومی نفوس و مسکن در سال ۱۳۹۵، جمعیت این روستا برابر با ۱،۶۳۳ نفر (۳۵۵ خانوار) بوده‌است.